# Taupin (insecte)
Pour les articles homonymes, voir taupin.
Taxons concernés
Dans la famille des Elateridae :
- Dans les genres :
  - Agriotes
  - Alaus
  - Ampedus
  - Athous
  - Ctenicera
  - Denticollis
  - Hypolithus
  - Limoniscus

Taupin est le nom vernaculaire porté par plusieurs insectes coléoptères, de la famille des Elateridae. Les Élatéridés comprennent environ 8 000 espèces dans le monde, dont 200 appartiennent au genre Agriotes.

## Étymologie
Le terme « taupin » serait une allusion au travail souterrain de la larve, et le nom anglais « click beetle » fait référence au bruit que fait l'animal lorsque, retourné sur le dos, il se détend brusquement avec un « clic » audible pour se retourner. Au XVe siècle, les taupins étaient les mineurs qui avaient pour rôle de saper les murs d’une ville assiégée. À la fin du XIXe siècle, on dénommait ainsi les soldats du génie chargés de poser les mines,.

## Noms français et noms scientifiques correspondants
Liste alphabétique de noms vulgaires ou de noms vernaculaires attestés en français.

Note : certaines espèces ont plusieurs noms et figurent donc plusieurs fois dans cette liste. Les classifications évoluant encore, certains noms scientifiques ont peut-être un autre synonyme valide. 
- Taupin bimarqué - Ctenicera propola propola [4],[5]
- Taupin bosselé - Limonius agonus [4],[5]
- Taupin commun - Melanotus similis [4],[5]
- Taupin cracheur - Agriotes sputator [6]
- Taupin crucifère - Ctenicera cruciata pulchra[5]
- Taupin de Brightwell - Athous brightwelli pulchra[5]
- Taupin de l'ouest - Limonius infuscatus [4],[5]
- Taupin des graminées - Ctenicera aeripennis aeripennis [4],[5]
- Taupin des moissons - Agriotes lineatus [6]
- Taupin des prairies - Ctenicera aeripennis destructor [4],[5]
- Taupin des prés - Ctenicera cylindriformis [4],[5]
- Taupin du blé - Agriotes mancus [4],[5]
- Taupin du glaïeul - Ctenicera lobata lobata [4],[5]
- Taupin du Nevada - Ctenicera pruinina [4]
- Taupin du Pacifique - Limonius canus [4],[5]
- Taupin fardé - Agriotes fucosus[5]
- Taupin géomètre - Denticollis linearis
- Taupin grand-ocelle - Alaus oculatus [4],[5]
- Taupin hirsute - Athous hirtus
- Taupin hiéroglyphe - Ctenicera hieroglyphica[5]
- Taupin obscur - Agriotes obscurus [6],[5]
- Taupin occidental - Agriotes sparsus [4],[5]
- Taupin petit-ocelle - Alaus myops [4],[5]
- Taupin rayé - Agriotes lineatus [4],[5]
- Taupin rouge sang - Ampedus sanguineus
- Taupin trapu - Hypnoidus abbreviatus [4]
- Taupin trimarqué - Ctenicera triundulata [4]
- Taupin vert - Ctenicera resplendens resplendens [4]
- Taupin violacé - Limoniscus violaceus[7], etc.

## Remarques
La larve des taupins est appelée « ver fil de fer » ou « larve fil de fer ».
Leseigneur (1972) recense dans son ouvrage 14 espèces d'Agriotes pour la France, dont quatre sont aujourd’hui dits « nuisibles » : 
 Agriotes lineatus - le taupin des moissons,
 A. sputator, 
 A. obscurus et 
 A. sordidus. Cette dernière, considérée comme invasive, domine dans le sud de la France, où elle a été recensée pour la première fois dans les années 1990. C’est essentiellement la larve de ces insectes qui est connue aussi bien des jardiniers que des agriculteurs, car elle est très polyphage et de forme caractéristique.
Certaines espèces nocturnes, ou semi-nocturnes, parfois qualifiées de taupins (au sens vernaculaire du terme) peuvent produire une lumière froide (à partir de luciférine) à hauteur du thorax et des derniers segments abdominaux. C'est le cas des larves résidant dans les termitières du cerrado, au Brésil, qui se servent de cette fluorescence pour attirer les termites volantes et les dévorer (ceci n'a lieu qu'une seule fois dans l'année et constitue donc leur unique nourriture pour les 12 mois à venir, ces larves ne se déplaçant pas au sein et en dehors des termitières). Elles appartiennent à la super-famille des coléoptères à téguments mous (anciens Malacodermes), généralement carnivores aux stades larvaire et adulte. 
- Téléphores (famille des cantharides)
- Lucioles et vers luisants (famille des lampyrides)[8].

## Lutte écologique
Dans un premier temps, une rotation des cultures limite l'installation des nuisibles dans le potager.
Les taupins n'apprécient pas les sols basiques. Cette correction de pH peut être obtenue par un apport de chaux ou de jus de plantes saponaires.
Un arrosage régulier avec une solution diluée de purin de fougère semble agir comme répulsif[réf. nécessaire].